# Distretto di Ratne
Il distretto di Ratne (in ucraino Ратнівський район?, Ratnivs'kyj rajon) era un distretto dell'Ucraina, situato nell'oblast' di Volinia. Il suo capoluogo era Ratne. È stato soppresso in seguito alla riforma amministrativa del 2020.